# تود جراف
تود جراف (بالإنجليزية: Todd Graff)‏ (و. 1959  م) هو مخرج أفلام، وكاتب سيناريو، وممثل مسرحي، وممثل تلفزي أمريكي، ولد في مانهاتن.

## التعليم
تعلم في الجامعة الحكومية في نيويورك في بيرتشايس.

## جوائز
حصل على جوائز منها:
- جائزة المسرح العالمي (1984).[4]

## وصلات خارجية
- تود جراف على موقع IMDb (الإنجليزية)
- تود جراف على موقع ألو سيني (الفرنسية)
- تود جراف على موقع ميوزك برينز (الإنجليزية)
- تود جراف على موقع أول موفي (الإنجليزية)
- تود جراف على موقع بوكس أوفيس موجو (الإنجليزية)
- تود جراف على موقع قاعدة بيانات برودواي على الإنترنت (الإنجليزية)
- تود جراف على موقع قاعدة بيانات الأفلام السويدية (السويدية)
- تود جراف على موقع ديسكوغز (الإنجليزية)
- تود جراف على موقع قاعدة بيانات الفيلم (الإنجليزية)
- تود جراف على موقع كينوبويسك (الروسية)